# Wspólnota administracyjna Wieratal
Wspólnota administracyjna Wieratal (niem. Verwaltungsgemeinschaft Wieratal) – dawna wspólnota administracyjna w Niemczech, w kraju związkowym Turyngia, w powiecie Altenburger Land. Siedziba wspólnoty znajdowała się w miejscowości Langenleuba-Niederhain.
Wspólnota administracyjna zrzeszała pięć gmin wiejskich: 
1. Frohnsdorf
2. Göpfersdorf
3. Jückelberg
4. Langenleuba-Niederhain
5. Ziegelheim

6 lipca 2018 wspólnota administracyjna została rozwiązana. Gminy Frohnsdorf, Jückelberg oraz Ziegelheim przyłączono do gminy Nobitz, które stały się jej częściami (Ortsteil). Nobitz pełni rolę „gminy realizującej” (niem. „erfüllende Gemeinde”) dla gmin Göpfersdorf oraz Langenleuba-Niederhain.